# 固伦纯禧公主
固伦纯禧公主（1671年10月28日—1741年12月7日），康熙帝的养女。

## 生平
康熙十年十月二十八日出生。康熙帝弟恭亲王常宁的长女，生母為庶福晉晋氏。她自幼就抚养宫中，在晋封她為固伦公主的上谕中，曾称其为康熙帝大公主。
康熙二十九年（1690年）封为和硕纯禧公主，下嫁蒙古科尔沁部頭等台吉班第。宮廷檔案亦稱其為和硕纯慎公主或科爾沁烏勒喜蘇公主。
康熙三十一年（1692年），公主府设护卫及长史，视贝勒之制。康熙三十四年二月十日《尚之傑等為宮中用過賞過物品的本》記載康熙三十三年十二月二十二日，科爾沁烏勒喜蘇公主送來馬及退羊毛等物，賞給染貂皮二及染獺皮二。康熙三十七年九月初三日，康熙帝第三次去盛京祭祖时，恐致践踏田亩，因取道口外前往盛京而驻在科尔沁的纯禧公主府。公主和额驸盛宴接待皇父。临别时康熙帝赠给他们夫妇白金及彩缎。
康熙四十五年十一月初二日，太醫院大方脉大夫蔣燮奉旨跟隨和碩純禧公主前往科爾沁，公主於十二月初四日到達科爾沁，十二月十六日，公主「微有傷風、胃氣不和」，便服用參蘇飲，翌日「請脉平和」，公主說自己的病已經好了，便不再服藥，改從日常飲食調理身體。
雍正元年（1723年）二月二十五日，晋為固伦纯禧公主。雍正二年，被削爵圈禁的允禔和媵妾吳雅氏所出的女兒嫁给纯禧公主之子，按照康熙帝先前的旨意“无衔”。纯禧公主上奏剛登基的世宗，恳请世宗赏给她儿媳品级。優待蒙古的雍正帝便给了县君的品级。固倫額駙班第去世后，純禧公主居住在京师。乾隆六年（1741年）十二月初七日去世，享年七十歲。